# Galten (Vårdö, Åland)
Galten är ett skär i Åland (Finland). Det ligger i Skärgårdshavet och i kommunen Vårdö i landskapet Åland, i den sydvästra delen av landet. Ön ligger omkring 47 kilometer nordöst om Mariehamn och omkring 250 kilometer väster om Helsingfors.
Öns area är 2,7 hektar och dess största längd är 260 meter i nord-sydlig riktning. Trakten är glest befolkad. Det finns inga samhällen i närheten.